# 李肇 (後蜀)
李肇（876年—945年），汝陰人，五代十国时後唐及後蜀政治人物。
李肇的父親李璋是唐朝神策兵馬使；他自少有智勇，跟隨父親征討，曾為宣武軍補左建牙都頭，後在後唐擔任陝虢馬步軍都指揮使。
唐莊宗李存勗平定後梁，當時宣武军隸屬李存勗的河東；蜀高祖孟知祥為北京留守，對李肇待遇不錯。同光三年（925年），李肇跟隨魏王李繼岌遠征前蜀；班師回朝時隨康延孝於廣漢叛變。康延孝在漢州敗亡，孟知祥親自釋放被俘虜的李肇，給他署任牙内馬步都指揮使，不久奏授嘉州刺史。
長興元年（930年），孟知祥联合东川节度使董璋反唐，派李仁罕在遂州困住武信军节度使夏魯奇；而後唐攻破劍門，孟知祥命李肇領兵據守劍州普安，並告誡他連夜趕路，不須害怕唐軍。到達劍州，他屯兵河橋，其時後唐騎兵沖擊戰陣；李肇埋伏的弩机手立刻發射，令唐騎軍隊不敢前進，引兵退去。他亦因功改封漢州刺史，駐守緜谷。
不久，李肇回到成都，昭武留後趙廷隱再三讓位給他，於是孟知祥命令他代守昭武留後。長興三年（932年），董璋與孟知祥反目，趁攻打成都時寫信派使送給李肇陳述利害。李肇不識字，擲在地下說：「不過叫我反叛而已！」於是囚禁使節自保，到董璋敗亡，就殺死使節獻給孟知祥。
長興四年（933年），孟知祥墨敕李肇擔任昭武軍節度使，唐明宗李嗣源得知後批准；不久兼任奉鑾肅衛都指揮使和檢校太保、利州節度使。蜀後主孟昶繼位，李肇加兼侍中，但他恃著自己是先朝功臣不入朝，留在漢州十幾天和親戚一起吃酒饭，之後以腳病为由拄拐杖不拜見後主。孟昶誅殺李仁罕後，李肇丢开拐杖向孟昶下拜。孟昶開始對他不滿，臣下則以李肇傲慢要求懲罰他；於是孟昶一氣之下罷去他的軍權，改封太子少傅。之後李肇致仕，被安置邛州，鬱不得志，到廣政八年（945年）去世，虛歲七十。

## 引用
1. 1 2  《十国春秋·後蜀·卷51》：李肇，汝陰人，初仕後唐為陝虢都指揮使。
2. ↑  《九國志·卷7·後蜀臣傳二十七首》：肇，汝陰人，父璋唐神策兵馬使。肇少以才勇，從父征伐，後隸宣武軍補左建牙都頭，累轉陝虢馬步軍都指揮使。
3. ↑  《九國志·卷7·後蜀臣傳二十七首》：莊宗平梁，恢復河洛，割宣武一軍隸于河東。時知祥為北京留守，待之甚厚。同光中，以所部兵從魏王繼岌討蜀。蜀平班師，康延孝至普安叛，擁眾同據廣漢，肇在其伍中。
4. ↑  《舊五代史·卷51·宗室列傳三》：（同光）三年，伐蜀，以繼岌為都統，郭崇韜為招討使。
5. ↑  《九國志·卷7·後蜀臣傳二十七首》：延孝敗，肇被俘而知祥親釋其縳，權為內衙都指揮使，未幾奏授嘉州刺史。
6. ↑  《十国春秋·後蜀·卷51》：髙祖於漢州之役，既追獲李紹琛，復得肇與侯宏實二人，奇其才心相得也，即署肇牙内馬步都指揮使。
7. ↑  《資治通鑑·卷277·後唐紀6》：（長興元年）冬，十月，癸巳，李仁罕圍遂州，夏魯奇嬰城固守；孟知祥命都押牙高敬柔帥資州義軍二萬人築長城環之。
8. ↑  《九國志·卷7·後蜀臣傳二十七首》：唐師來援，劍門不守，肇領兵赴普安以拒唐師，不得進。以功改漢州刺史，駐軍緜谷
9. ↑  《十国春秋·後蜀·卷51》：已而，唐師破劍門，高祖遣肇將兵據劍州，戒以倍道兼行，唐軍無足畏者。肇既至劍州，屯兵河橋，會唐騎兵來衝陳。肇伏强弩數百射之，唐騎兵不敢進，引去。
10. ↑  《十国春秋·後蜀·卷51》：未幾，肇歸成都。昭武留後趙廷隱以本軍三讓肇，髙祖乃命肇代守。
11. ↑  《九國志·卷7·後蜀臣傳二十七首》：明年，董璋率兵攻成都，勢甚盛。遣使致書於肇，諭以禍福。肇素不知書，擲之於地，曰：「此不過勸我叛爾！」因並其使殺之。
12. ↑  《十国春秋·後蜀·卷51》：利州董璋之興師也，陽致書於肇：若與已連謀者。肇訟繫其使獄中，而亦擁兵為自衛之計。及璋敗，肇遂斬璋使以獻。
13. ↑  《十国春秋·後蜀·卷51》：長興四年，高祖以墨制署肇昭武軍節度使。唐明宗悉，依所署。未幾，兼奉鑾肅衛都指揮使。
14. ↑  《舊五代史·卷44·明宗本紀十》：（長興四年三月）乙酉，以西川節度副使、知武泰軍節度兵馬留後趙季良為檢校太保、黔南節度使；以西川諸軍馬步都指揮使、知武信軍節度兵馬留後李仁罕為檢校太傅、遂州節度使；以西川左廂馬步指揮使、知保寧軍節度兵馬留後趙廷隱為檢校太保、閬州節度使；以西川右廂馬步都指揮使、知寧江軍兵馬留後張知業為檢校司徒、夔州節度使；以西川衙內馬步都指揮使、知昭武軍兵馬留後李肇為檢校太保、利州節度使，從孟知祥之請也。
15. ↑  《十国春秋·後蜀·卷51》：後主初立，加兼侍中。肇恃先朝功臣，不時入朝。至漢州，留與親戚燕飲髙會畧逾旬。日久之，扶杖見後主，詐稱疾不拜。
16. ↑  《十国春秋·後蜀·卷51》：後主既誅李仁罕，心頗不平於肇。左右以肇倨慢，請加刑，後主竟罷其軍務，改太子少傅。
17. ↑  《九國志·卷7·後蜀臣傳二十七首》：昶襲位，肇以足疾不即時來朝。昶怒罷其軍權，授太子少傅。
18. ↑  《十国春秋·前蜀·卷40》：致仕，於邛州安置，坎壈不得意。廣政八年卒，年七十。